# Scharfoldendorf
Scharfoldendorf ist ein heute zur Stadt Eschershausen gehörendes Dorf, an welche es unmittelbar angrenzt. Es wurde 1973 eingemeindet.

## Geographie

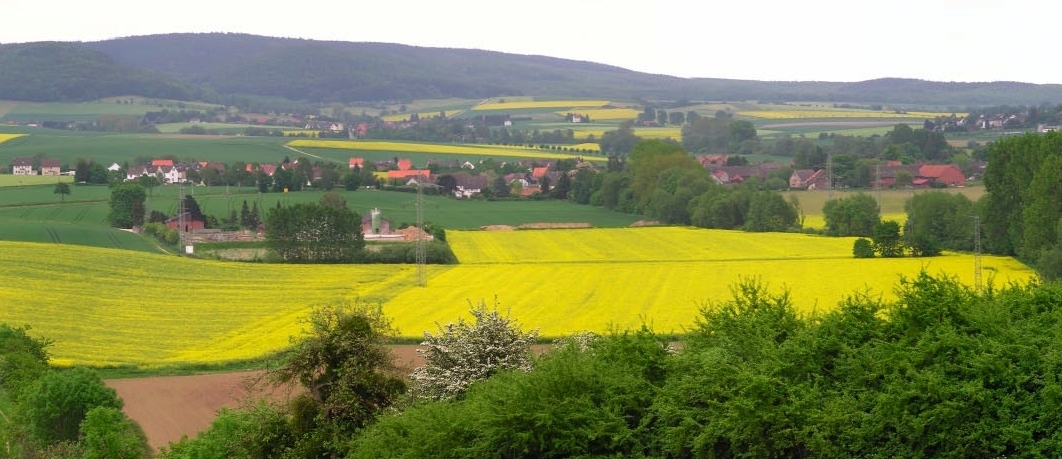
Scharfoldendorf vor dem Ith

Es ist gelegen südlich des Höhenzuges Ith und östlich des Höhenzuges Vogler. Durch den Ort laufen die Bundesstraße 240 und die Lenne.

## Geschichte

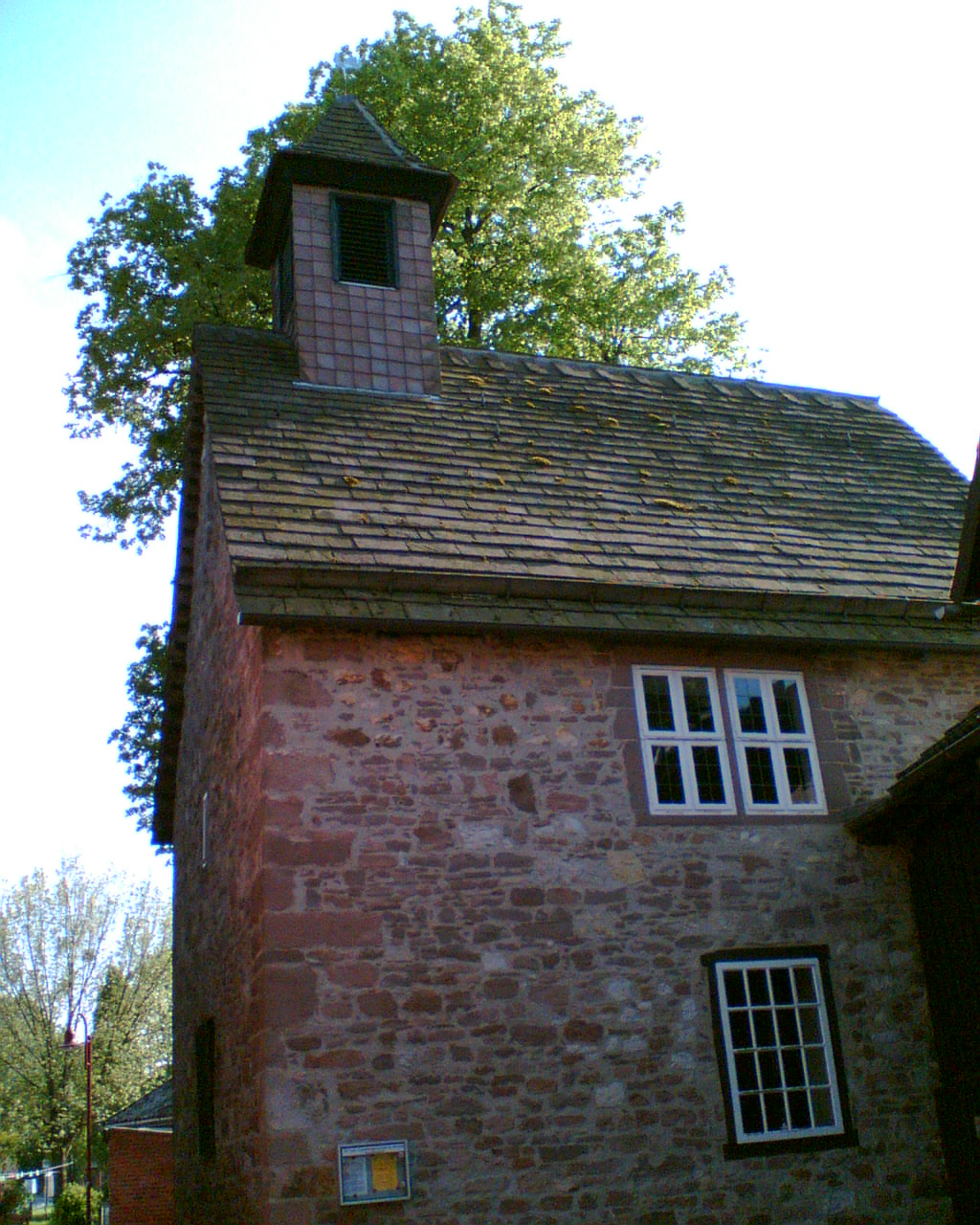
Nicolai Kapelle

Der Ort lag im Wikanafeld. Die aus Bruchstein gemauerte alte Kapelle, deren Gemeinde St. Nicolai zum Kirchenkreis Holzminden-Bodenwerder gehört, wurde 1950 und 2005 renoviert. Östlich des Dorfes verlief im 20. Jahrhundert die Bahnstrecke Vorwohle–Emmerthal der Vorwohle-Emmerthaler Eisenbahn-Gesellschaft. 1926 bekam das Dorf auch einen Haltepunkt. Seit 1982 wurde die Strecke nicht mehr bedient.

## Sehenswürdigkeiten
- Kapelle, mit Wesersandsteindach und Wetterhahn auf dem Dachreiter